# Pajeruan
Pajeruan is een bestuurslaag in het regentschap Sampang van de provincie Oost-Java, Indonesië. Pajeruan telt 7407 inwoners (volkstelling 2010).